# Leão de Ouro

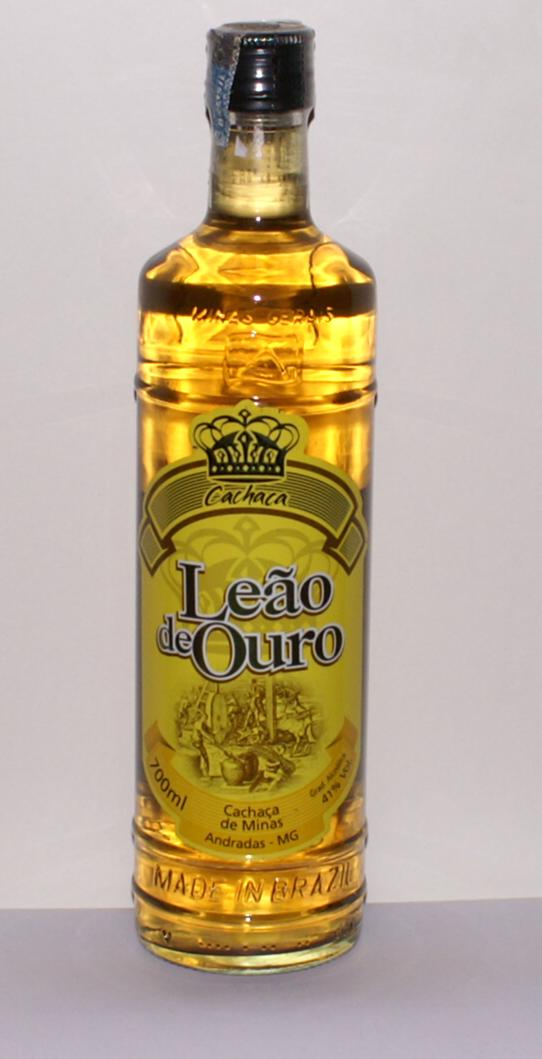
Cachaça av märket Leão de Ouro

Leão de Ouro är en lagrad cachaça tillverkad i staden Salinas i delstaten Minas Gerais. Leão de Ouro lagras i tre olika träslag: Balsa (Myroxylon balsamum), Umburana och Ipê (Tabebuia Bignoniaceae). Drycken håller 41% alkohol och tillverkas av Vinhos Piagentini S.A.